# Alexander Kazakov
Alexander Alexandrovich Kazakov (Kozakov, Kosakoff) (em russo: Александр Александрович Казаков) (2 de Janeiro de 1889 – 1 de Agosto de 1919) foi um piloto do Império Russo durante a Primeira Guerra Mundial. Abateu 20 aeronaves inimigas, o que fez dele o maior ás da aviação da Rússia na Primeira Grande Guerra.

## Origem
Nascido de uma família nobre do Império Russo, Kazakov graduou-se na escola de cavalaria de Kirovohradem 1908. Apesar de cumprir o seu serviço na cavalaria, em 1913 começou a receber formação para se tornar num piloto, graduando-se na escola de aviação militar de Gatchina.

## Primeira Guerra Mundial
Kazakov pilotou aeronaves Morane-Saulnier, Spad – SА2, Nieuport 11 e Nieuport 17. Em registos não oficiais, ele abateu 32 aeronaves inimigas, sendo que apenas 20 aeronaves podem ser confirmadas como abatidas. O espírito de combate dos pilotos russos era apreciado de maneira muito diferente da maneira que eram apreciados os pilotos dos outros países que combatiam na guerra, sendo que os russos davam pouca importância quando um piloto abatia uma aeronave, considerando isto quase irrelevante para o esforço de guerra.
No dia 31 de Março de 1915, Kazakov abateu a sua primeira aeronave, jogando a sua aeronave contra o avião inimigo. Pela sua bravura, foi condecorado com a Ordem de Santa Ana. Mais tarde, em Setembro de 1915, foi nomeado como comandante do destacamento do Décimo Nono Corpo de Caça. Aqui, ele pilotou caças Nieuport 10 e Nieuport 11. Entre 27 de Junho e 21 de Dezembro de 1916, ele abateu mais quatro aviões da Tríplice Aliança, tornando-se assim um ás da aviação.
Cinco meses depois, no dia 6 de Maio de 1917, abateu o seu 6º inimigo, uma vitória que foi partilhada com os pilotos Ernst Leman e Pavel Argeyev. No dia 25 de Maio, com a sua 8ª vitória, ele mudou de avião, passando a pilotar um Nieuport 17, que usou até ao final da guerra. Entre 1915 e 1917 lutou na Frente Oriental, na Roménia e participou na Ofensiva de Brusilov, como comandante do Primeiro Grupo de Combate Aéreo.
Em Janeiro de 1918, depois da revolução na Rússia em 1917, Kazakov abandonou as forças russas e juntou-se à Real Força Aérea, continuando a combater pelos ingleses.